# 衙門

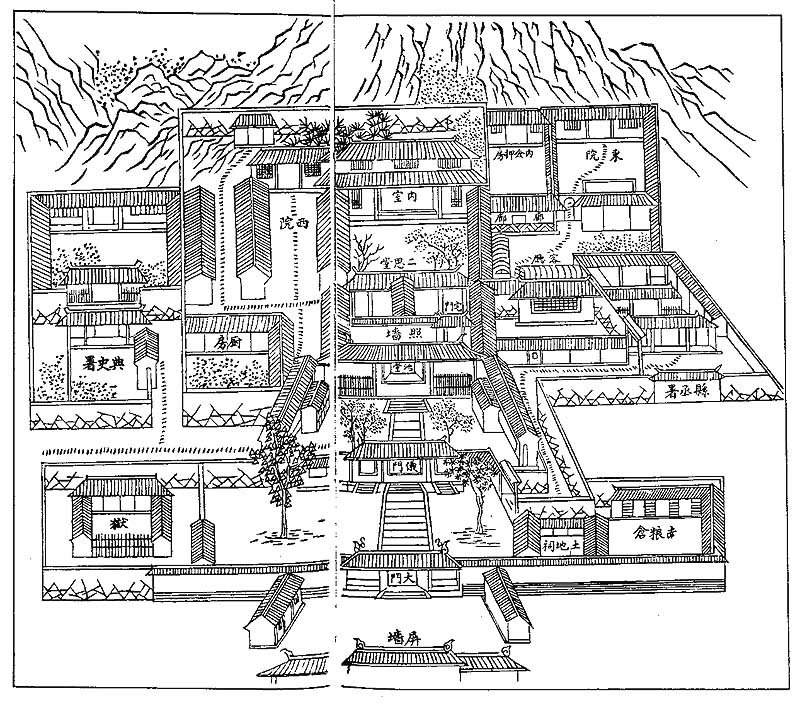
浙江省紹興1803年的衙門版畫平面圖

衙門，本作牙門，又稱官衙，為中國乃至東亞古代對官署的稱呼，內有地方官員負責審理案件，衙門中的衙門差役就是協助地方官員搜查證據及逮捕犯人。

## 名稱由來
衙門本作「牙門」，原本是軍營中樹立「牙旗」（飾有象牙的軍旗）之軍門，象徵將領的威嚴，往往是主帥辦公之處，後文官也效仿之，這名稱至南北朝期間已經出現。《北史·卷26·宋世良傳》：「每日牙門虛寂，無復訴訟者，謂之神門。」
而後又延伸出「衙門」一詞，如唐代天子處理政務的前殿。《舊唐書》·卷16·穆宗本紀：「群臣始朝於宣政衙。」（820年—824年在位）
唐元稹《連昌宮詞》：「蛇出燕巢盤鬥栱，菌生香案正當衙。」
清代蒲松齡《聊齋志異》·卷10·胭脂：「鼓動衙開，巍然高坐。」
此外，漢代有衙姓氏，衙謹卿。

### 六扇門
古代衙门为显示威严、气派，大門多开六扇后遂以六扇门代指官府、衙门。另有一用法出現於在明清小说中，六扇门指的是三法司衙门的合称，也就是明清时刑部、大理寺和都察院。
至於民间传说的“六扇门”则是指捕快之中一个特殊的旁支秘密機構。这个機構通常只接手江湖帮派斗争和久为官府通缉的要犯，同时与各大门派有相当的交情，在朝廷和江湖中都有着半黑半白的权力，江湖中有身份的人物犯案只要不是震動皇帝的大案，都可以在六扇门運作中不了了之，但從此欠下人情要為六扇门幫忙所用，但是特徵為只辦理治安案件不涉及政治性的宮廷鬥爭，與東西廠等性質不同，此一民間傳說也成為許多影視劇作品題材的藍本，例如2016年播映的中國大陸電視劇《六扇门》。

## 相關參見
- 差人

## 外部連結
- 行政院教育部《重編國語辭典》修訂本「衙 （页面存档备份，存于）」（繁體中文）